# Otome game no hametsu flag shika nai akuyaku reijō ni tensei shite shimatta...
Otome game no hametsu Flag shika nai akuyaku reijō ni tensei shite shimatta... (乙女ゲームの破滅フラグしかない悪役令嬢に転生してしまった... dịch: Chuyển sinh trở thành tiểu thư độc ác chỉ toàn Flag hủy diệt trong Otome game...), gọi tắt là HameFura (はめふら) là một series light novel do Yamaguchi Satoru viết và Hidaka Nami vẽ tranh minh họa. Tiểu thuyết lần đầu được đăng trên trang web Shōsetsuka ni Narō, sau này được Ichijinsha mua lại và xuất bản thành một series light novel kể từ năm 2015 dưới ấn hiệu Ichijinsha Bunko Iris. Một bản manga hóa do Hidaka sáng tác đăng tải trên tạp chí Gekkan Comic Zero Sum kể từ năm 2017. Phiên bản chuyển thể anime sản xuất bởi Silver Link lên sóng truyền hình từ tháng 4 năm 2020 cho đến tháng 9 năm 2021. Một phiên bản phim anime điện ảnh khởi chiếu vào tháng 12 năm 2023.

## Tổng quan
Ngày nọ, cô tiểu thư Catarina của gia đình quý tộc Claes bị ngã đập đầu khiến cô nhớ ký ức về kiếp trước là một otaku. Cô nhận ra mình được chuyển sinh thành nhân vật phản diện của thế giới trong otome game mà cô đang chơi là Fortune Lover, dù là bất kể người chơi đưa nhân vật chính đi theo route nào đều bị săn lùng bởi Catarina. Trong khi nhân vật chính của game có các kết quả đẹp và xấu, mọi kết quả của nhân vật phản diện Catarina đều là bị giết hoặc bị lưu đày. Để tránh tất cả các flag huỷ diệt này, Catarina cố gắng thực hiện mọi cách để lái cốt truyện trò chơi Fortune Lover và thoát khỏi kết cục thảm họa.

## Nhân vật

### Nhân vật chính
Catarina Claes (カタリナ・クラエス Katarina Kuraesu)
Lồng tiếng bởi: Uchida Maaya
Kiếp trước là một nữ sinh Nhật Bản và là một otaku, vì bị tai nạn xe hơi nên đã chuyển sinh thành một nhân vật trong một bộ game mà cô từng chơi, thành nhân vật phản diện chính của trò chơi Fortune Lover. Sau khi cô nhớ lại cuộc sống trước đây của mình và cả nội dung của trò chơi, cô cố gắng lái cốt truyện để tránh mình bị dính flag huỷ diệt như cố gắng làm mối quan hệ với người khác tốt hơn hoặc làm vườn (để cho dù có bị đày ải vẫn biết cách kiếm sống) và có thể sống an nhàn hạnh phúc ở kiếp này. Sở hữu pháp thuật hệ Thổ. Bản chất tốt bụng của cô khiến nhiều nhân vật chính phải lòng cô, nhưng Catarina quá mù quáng để hiểu ý định thực sự của họ. Ngoài ra, trong suy nghĩ của mình, cô ấy có năm nhân cách Catarina, thảo luận và giải quyết những khoảnh khắc bất cứ khi nào mình gặp khủng hoảng hoặc đôi khi nhớ lại những khoảnh khắc trong trò chơi diễn ra giữa trò chơi điện tử và đời thực. Cô đã được người hâm mộ đặt cho biệt danh là "Bakarina" do tính hay quên của mình, sử dụng từ tiếng Nhật "baka" thay cho hai âm tiết đầu tiên trong tên của cô.
Geordo Stuart (ジオルド・スティアート Jiorudo Sutiāto)
Lồng tiếng bởi: Aoi Shouta, Seto Asami (lúc nhỏ)
Anh là hoàng tử thứ ba của đất nước và là vị hôn phu của Catarina vì anh vô tình khiến cô vấp ngã và bị thương, buộc anh phải chịu trách nhiệm. Anh có mái tóc vàng, mắt xanh và tốt bụng nhưng với Catarina thì nghĩ ngược lại, rằng bên trong anh thực sự là một hoàng tử tàn bạo độc ác. Tuy nhiên, mặc dù Geordo trong trò chơi được cho là "không quan tâm đến Catarina chút nào, và hầu như không bao giờ đến thăm cô ấy", nhưng khi cô nhận ra, anh đã luôn đến nhà mình ba ngày một lần và thăm cô. Ngoài ra anh thậm chí còn giúp Catarina thu hoạch trái cây và rau quả từ đồng ruộng, và luôn mang đồ ngọt cho cô làm quà, cô cũng dần thực sự cởi mở với Geordo. Trong game, anh là flag hủy diệt đầu tiên của Catarina. Sở hữu pháp thuật hệ Hoả. Trong kết thúc tốt đẹp, anh đày Catarina và kết hôn với nhân vật chính, trong khi kết thúc xấu khiến mình giết Catarina và bỏ rơi nữ chính vì tội lỗi. Do Catarina không ngừng nỗ lực cải thiện bản thân và tránh những kết cục tồi tệ, giờ đây anh đã nảy sinh tình cảm chân thành với cô và liên tục cố gắng thể hiện tình cảm của mình bằng cách xác nhận việc họ đính hôn. Tuy nhiên, điều đó đã bị Catarina hiểu lầm sau khi cơn đau trên đầu cô biến mất.
Keith Claes (キース・クラエス Kīsu Kuraesu)
Lồng tiếng bởi: Tetsuya Kakihara, Amamiya Sora (lúc nhỏ)
Em trai nuôi của Catarina, là con trai của một người họ hàng xa của Công tước Claes, đã được nhận vào gia đình Claes 7 năm trước vì pháp lực mạnh mẽ của mình. Cậu là một cậu bé đẹp trai với mái tóc lạnh và đôi mắt xanh. Bị hiểu nhầm là đứa con rơi của bố Catarina, trong cốt truyện trò chơi, cậu bị mẹ nuôi và chị nuôi bỏ rơi, Catarina đã bắt nạt cậu vì tin rằng cậu là đứa con hoang của cha cô, khiến cậu lớn lên trở thành một kẻ lăng nhăng, từ đó cậu rung động bởi tính tốt bụng của nữ chính trong game mà bản thân yêu đồng thời trở thành flag hủy diệt thứ 2 của Catarina. Trong kết thúc tốt đẹp, cậu ta đã đày Catarina và từ bỏ lối sống lăng nhăng của mình để ở bên nhân vật chính, trong khi kết thúc xấu khiến cậu giết chị gái mình trong cơn thịnh nộ trước khi biến mất. Để ngăn bi kịch xảy ra với bản thân, Catarina đã cố gắng trở thành một người chị tốt cho cậu (vì muốn cải thiện mối quan hệ của cô với cậu), Catarina đã kéo cậu hay nhốt mình trong phòng ra khỏi phòng của mình mỗi ngày. Từ đó, cậu đã thoát khỏi sự trầm mặc và trở nên lạc quan hơn. Tuy vậy Keith có xu hướng bao bọc Catarina hơi thái quá và hay đấu trí với Geordo, do cậu có tình cảm với cô chị nuôi. Sở hữu pháp thuật hệ Thổ.
Mary Hunt (メアリ・ハント Meari Hanto)
Lồng tiếng bởi: Okasaki Miho
Mary là hôn thê của Alan Stuart và nhân vật đối thủ trong suốt chặng đường của anh ấy trong trò chơi. Cô là một người đẹp với mái tóc màu nâu vàng và đôi mắt như búp bê. Trong phần cài đặt trò chơi, cô không đánh giá cao Catarina Claes, không có mối quan hệ nào trong trò chơi, nhưng cô đã trở thành bạn tốt của Catarina hiện tại sau khi được Catarina khen ngợi kỹ năng làm vườn của cô và cũng giống như Alan, lẽ ra gần như không có liên hệ với Catarina, nhưng cô đã là một trong những người bạn thân nhất của Catarina. Sở hữu pháp thuật hệ Thủy. Trong trò chơi, cô đã yêu Alan sau khi anh khen ngợi khu vườn của cô. Tuy nhiên, Catarina tốt bụng đã khen ngợi cô trước, điều này dẫn đến việc Mary có tình cảm lãng mạn với cô, do đó tạo ra sự cạnh tranh nhỏ giữa Catarina và Alan. Mặc dù là bạn của Catarina, cô ấy cố gắng hết sức để giảm thiểu sự cạnh tranh và vẫn là người yêu của Alan.
Alan Stuart (アラン・スティアート Aran Sutiāto)
Lồng tiếng bởi: Suzuki Tatsuhisa, Tamura Mutsumi (lúc nhỏ)
Em trai sinh đôi của Geordo, hoàng tử thứ tư của đất nước, đồng thời là hôn phu của Mary. Cho đến khi lên năm, cậu khá ốm yếu và gần như khó sống nổi. Vì thế, cậu được nuôi dạy một cách bao bọc và trở thành một hoàng tử khá hư hỏng. Anh hay ghen tị và luôn có cảm giác ganh đua và tự ti với người anh song sinh có thể làm bất cứ điều gì của mình, hầu như không giao thiệp với Geordo. Anh là flag hủy diệt thứ 3 trong game. Sở hữu pháp thuật hệ Thủy. Trong trò chơi, Catarina thực sự không tiếp xúc với anh ta, thay vào đó Mary đóng vai trò là nhân vật đối thủ. Sau khi Catarina kết bạn với Mary, anh trở nên tức giận vì cô liên tục phớt lờ anh để ủng hộ Catarina. Điều này khiến anh thách đấu Catarina trong một loạt cuộc thi trèo cây, cô giành chiến thắng dễ dàng cho đến khi quyết định tranh giành cây đàn piano. Tuy nhiên, vì Catarina (bản chuyển sinh) đã cố chuyển hướng game, anh và Catarina trở thành bạn bè, việc kết bạn với Catarina đã dần thay đổi anh theo hướng tích cực hơn và mối quan hệ của anh với anh trai cũng trở nên tốt đẹp hơn. Dù phải lòng Catarina nhưng anh vẫn chưa nhận ra điều này do sự can thiệp của Mary.
Sophia Ascart (ソフィア･アスカルト Sofia Asukaruto)
Lồng tiếng bởi: Minase Inori
Sophia là em gái của Nicol Ascart. Cô có vẻ đẹp tuyệt trần như anh trai mình do sở hữu mái tóc màu bạch kim và lẽ ra theo cốt truyện thì cô không tiếp xúc với Catarina. Cô bị coi là bị nguyền rủa vì mái tóc bạc và đôi mắt đỏ, khiến cô phải sống một cuộc sống cô lập cho đến khi gặp Catarina và mở lòng với cô vì Catarina có cùng sở thích với sách về chủ đề tình cảm và đề nghị làm bạn với cô. Giờ đây cô lại là bạn đồng hành của Catarina, và là một trong những người bạn tốt nhất của Catarina, tương tự Mary. Về sau, Sophia cũng được tiết lộ là người chuyển sinh, và kiếp trước của cô là Sasaki Atsuko (佐々木敦子), chính là người bạn thân trong kiếp trước của Catarina. Sở hữu pháp thuật hệ Phong.
Nicol Ascart (ニコル・アスカルト Nikoru Asukaruto)
Lồng tiếng bởi: Matsuoka Yoshitsugu
Anh ít nói, không có cảm xúc, là con trai của ngài Tể tướng Dan Ascart và cũng là một mục tiêu của Catarina khi cô muốn thay đổi trò chơi. Với mái tóc đen và đôi mắt, cùng khuôn mặt hoàn hảo như búp bê, anh là một người đẹp trai có sức quyến rũ quỷ dị, thậm chí có thể thu phục cả nam giới và phụ nữ bằng khí chất độc đáo của mình. Anh cũng là flag hủy diệt cuối cùng của Catarina. Sở hữu pháp thuật hệ Phong. Thông tin chi tiết về câu chuyện của anh trong trò chơi rất ít vì Catarina chưa bao giờ chơi tuyến đường của anh. Không chỉ vậy, đối thủ chính trong tuyến đường của anh lại còn là Sophia Ascart, em gái của mình vì anh khá bảo vệ cô quá mức. Mặc dù vậy, anh dường như đã phải lòng Catarina sau khi cô khiến anh ấy mở lòng với mình.
Maria Campbell (マリア・キャンベル Maria Kyanberu)
Lồng tiếng bởi: Hayami Saori
Cô là nhân vật chính của trò chơi Fortune Lover, xuất thân là dân thường và là mục tiêu bắt nạt ban đầu của Catarina. Maria làm việc chăm chỉ và tích cực tham gia các công việc gia đình, không bao giờ phàn nàn hay nói bất cứ điều gì ích kỷ, và chăm chỉ học tập. Khi cô vào trường ma thuật, hy vọng bao năm dài của cô vào trường ma thuật lập tức tan tành khi cô biết mình là thường dân duy nhất và luôn bị bắt nạt. Catarina sau đó giúp đỡ và kết bạn với cô. Sở hữu pháp thuật hệ Quang. Do Catarina trở nên xinh đẹp và lôi cuốn hơn nhiều, trớ trêu thay, Maria lại yêu cô, điều này lại mang đến cho Maria một con đường riêng giống như Catarina. Cô sở hữu phép thuật ánh sáng hiếm có đối với một thường dân, điều này khiến cô bị xa lánh trong suốt thời thơ ấu. Nhưng lý do Catarina trở thành bạn của Maria là do cô ấy rất thích đồ ngọt và cô rất giỏi về nó.
Sirius Deek (シリウス･ディーク Shiriusu Dīku)
Lồng tiếng bởi: Masuda Toshiki
Một học sinh hai và là chủ tịch hội học sinh, người đóng vai phụ trong Fortune Lover. Cậu ta sở hữu ma thuật hắc ám huyền thoại và là nhân vật phản diện thứ hai trong một con đường bí mật mà nếu nhân vật chính không chinh phục được cậu nếu một người đi theo con đường đó, tất cả các nhân vật đều bị giết, dẫn đến một kết thúc tồi tệ cuối cùng. Tên thật cậu là Raphael Walt (ラファエル・ウォルト Rafaeru Woruto), con trai ngoài giá thú của Hầu tước Deek và một hầu gái, cậu được sử dụng trong âm mưu hồi sinh đứa con trai đã chết của phu nhân Deek là Sirius, nhưng sau đó được tiết lộ cậu đã không trở thành Sirius mà chỉ nhận được ký ức của người anh trai đã chết. Cậu trở thành Hội trưởng của Học viện ma thuật, nơi Catarina theo học và mục đích hãm hại cô và bạn bè, nhưng sau đó được cô cảm hóa và cuối cùng cậu gia nhập Bộ pháp thuật để hối cải. Sở hữu pháp thuật hệ Hắc Ám.

### Các nhân vật khác
Anne Shelley (アン・シェリ ー An Sherī)
Lồng tiếng bởi: Waki Azumi
Người hầu riêng của Catarina. Cô theo dõi Catarina thay mẹ cô ấy, thường kết thúc bằng việc Catarina nhận được một bài giảng nghiêm khắc sau đó. Anne là con gái ngoài giá thú của một người hầu với một quý tộc, Baron Shelley. Cha cô quyết định giữ Anne trong biệt thự của mình, nhằm mục đích làm công cụ cho một cuộc hôn nhân chính trị. Tuy nhiên, khi một vụ hỏa hoạn xảy ra trong dinh thự khi Anne 15 tuổi, mẹ cô đã chết và cô bị trục xuất khi người ta phát hiện ra cô có sẹo. Sau đó cô trở thành người giúp việc riêng của Catarina khi bước vào dinh thự của Claes.
Millidiana Claes (ミリディアナ・クラエス Miridiana Kuraes)
Lồng tiếng bởi: Hiramatsu Akiko
Nữ công tước Millidiana Claes, là mẹ ruột của Catarina và mẹ kế của Keith. Trong game Fortune Lover, bà là một người mẹ kế độc ác (tính cách Catarina bản gốc trong game có thể nói là học từ bà), thường đối xử tồi tệ với Keith vì nghĩ nó là con của người tình của chồng bà và suýt thì ly dị. Nhờ Catarina (bản chuyển sinh), Millidiana suy nghĩ lại điều này và đã khiến bà yêu chồng mình một lần nữa. Bà rất thất vọng với hành vi ngông cuồng và không giống một thiếu nữ của con gái mình kể từ khi cô bé đính hôn với một hoàng tử. Do đó, cô muốn Catarina hủy bỏ hôn ước với Geordo để cứu gia đình Claes thêm bất kỳ sự xấu hổ nào.
Luigi Claes (ルイジ・クラエス Ruiji Kuraes)
Lồng tiếng bởi: Yokoyama Takuto
Công tước Luigi Claes, là cha ruột của Catarina và cha dượng của Keith. Sau khi Catarina đã có đính hôn với Geordo, anh nhận Keith, đứa con hoang của một trong những người họ hàng của mình để tiếp tục họ Claes. Tuy nhiên, điều này đã gây ra một sự hiểu lầm với người vợ của ông, người cho rằng ông không yêu bà và Keith là con ruột của ông trước khi được Catarina giúp giải tỏa hiểu lầm. Luigi yêu gia đình của mình và là một ông chủ tốt đối với những người hầu, nơi ông đã bảo vệ Anne sau khi cô từ chối theo cha mình khi người sau cố gắng ép cô vào một cuộc hôn nhân không mong muốn với một quý tộc khác.
Geoffrey Stuart (ジェフリー・スティアート Jefurī Sutiāto)
Lồng tiếng bởi: Koyasu Takehito
Anh cả của Geordo và Alan, đồng thời là hoàng tử đầu tiên được lên ngôi. Trong khi anh hành động như một kẻ ngốc ở nơi công cộng, thì đằng sau đó lại là một kẻ chủ mưu thiên tài, người sử dụng tính cách của mình để thu thập những quý tộc tham lam và tham nhũng. Anh cực yêu quý những người em trai của mình và giữ một bộ sưu tập lớn hình ảnh của họ trong phòng của mình. Mặc dù là người đầu tiên lên ngôi, Geoffrey không quan tâm đến việc trở thành vua và thay vào đó muốn một trong những người em trai của mình lên hơn.
Susanna Randall (スザンナ・ランドール Suzanna Randōru)
Lồng tiếng bởi: Uesaka Sumire
Vợ sắp cưới của Geoffrey. Một bậc thầy về ngụy trang, cô còn được gọi là Larna Smith (ラーナ・スミス Rāna Sumisu), người đứng đầu Bộ Pháp thuật của vương quốc. Mặc dù đã đính hôn nhưng cả Susanna và Geoffrey đều không có cảm tình với nhau và chỉ đính hôn cho thuận tiện. Cô dường như có tình cảm với Catarina vì cô ấy thích ôm Catarina và để cô ấy gia nhập Bộ Pháp thuật cùng với Maria.
Ian Stuart (イアン・スティアート Ian Sutiāto)
Lồng tiếng bởi: Shirai Yusuke
Hoàng tử thứ hai trong cuộc tranh giành ngai vàng và anh cả thứ hai của Alan và Geordo. Anh có xu hướng im lặng và tỏ ra thiếu cảm xúc, điều này dẫn đến tin đồn rằng anh lạnh lùng và không hài lòng với việc đính hôn với Selena. Trên thực tế, Ian yêu Selena nhưng rất ngại thể hiện tình cảm vì anh cảm thấy không thích hợp để thể hiện điều đó trước công chúng cho đến khi họ kết hôn.
Selena Burke (セリーナ・バーグ Serīna Bāgu)
Lồng tiếng bởi: Ogura Yui
Vợ sắp cưới của Ian. Là con gái của một gia đình quý tộc nổi tiếng với phép thuật mạnh mẽ, cô đã đính hôn với Ian như một phần của sự sắp đặt giữa gia đình họ. Yêu Ian từ khi cả hai còn nhỏ, Selena phát triển tốt hơn để trở thành một người phụ nữ xứng đáng làm vợ của anh. Tuy nhiên, khi họ lớn lên và phát hiện ra Selena thực sự yếu về phép thuật, mọi người bắt đầu không đồng tình với việc cô đính hôn với Ian, thậm chí cha mẹ cô còn nghĩ rằng họ nên hủy hôn ước, khiến Selena cảm thấy bất an về bản thân.
Rufus Brode (ルーファス・ブロード Rūfasu Burōdo)
Lồng tiếng bởi: Toriumi Kosuke
Một quản gia dường như dưới sự thuê mướn của Selena, thay vào đó, anh sử dụng cô để bắt cóc Catarina và sau đó thất bại, loại bỏ sự cạnh tranh lớn để Geoffrey trở thành vua. Anh cũng có ma thuật hắc ám, thứ mà anh ta dùng để thôi miên nạn nhân của mình. Theo thời gian, anh bắt đầu có thiện cảm với Catarina và bộc lộ khía cạnh dễ bị tổn thương của mình với cô ấy, cuối cùng chuyển sang một trang mới và gia nhập Bộ Pháp thuật sau khi kẻ chủ mưu đằng sau vụ bắt cóc bị bắt.

## Truyền thông

### Light novel
Tập light novel đầu tiên được phát hành bởi nhà xuất bản Ichijinsha dưới ấn hiệu Ichijinsha Bunko Iris kể từ ngày 20 tháng 8 năm 2015.
| #  | Ngày phát hành bản Nhật                                       | ISBN bản Nhật                            |
| -- | ------------------------------------------------------------- | ---------------------------------------- |
| 1  | 20 tháng 8 năm 2015                                           | 978-4-7580-4753-1                        |
| 2  | 19 tháng 9 năm 2015                                           | 978-4-7580-4756-2                        |
| 3  | 20 tháng 2 năm 2016                                           | 978-4-7580-4800-2                        |
| 4  | 20 tháng 7 năm 2016                                           | 978-4-7580-4838-5                        |
| 5  | 20 tháng 5 năm 2017                                           | 978-4-7580-4950-4                        |
| 6  | 20 tháng 3 năm 2018                                           | 978-4-7580-9045-2                        |
| 7  | 20 tháng 10 năm 2018                                          | 978-4-7580-9113-8 ISBN 978-4-7580-9114-5 |
| 8  | 20 tháng 7 năm 2019                                           | 978-4-7580-9189-3                        |
| 9  | 20 tháng 4 năm 2020                                           | 978-4-7580-9261-6                        |
| 10 | 20 tháng 2, 2021                                              | 978-4-7580-9339-2                        |
| 11 | 20 tháng 8, 2021 (bản thường) 20 tháng 8, 2021 (bản đặc biệt) | 978-4-7580-9390-3 ISBN 978-4-7580-9391-0 |
| 12 | 20 tháng 10, 2022                                             | 978-4-7580-9499-3                        |
| 13 | 20 tháng 9, 2023                                              | 978-4-7580-9499-3                        |
| 14 | 20 tháng 8, 2024                                              | 978-4-7580-9668-3                        |
| 15 | 18 tháng 7, 2025                                              | 978-4-7580-9743-7                        |

### Manga
Light novel được chuyển thể thành hai bản manga:
- Manga thứ nhất cùng tên với light novel, được sáng tác từ tháng 8 năm 2017.
- Manga thứ hai Otome game no hametsu Flag shika nai akuyaku reijou ni tensei shite shimatta... Zettai zetsumei! Hametsu sunzen hen (乙女ゲームの破滅フラグしかない悪役令嬢に転生してしまった...絶体絶命！破滅寸前編?) bắt đầu sáng tác từ tháng 11 năm 2019. Nội dung xoay quanh câu chuyện nếu Catarina lấy lại kí ức lúc trước năm 15 tuổi.[18]

| #  | Ngày phát hành bản Nhật                                       | ISBN bản Nhật                            |
| -- | ------------------------------------------------------------- | ---------------------------------------- |
| 1  | 24 tháng 3 năm 2018                                           | 978-4-7580-3338-1                        |
| 2  | 25 tháng 10 năm 2018                                          | 978-4-7580-3394-7                        |
| 3  | 25 tháng 4 năm 2019                                           | 978-4-7580-3429-6                        |
| 4  | 25 tháng 10 năm 2019                                          | 978-4-7580-3464-7                        |
| 5  | 25 tháng 5 năm 2020                                           | 978-4-7580-3514-9                        |
| 6  | 25 tháng 1, 2021                                              | 978-4-7580-3576-7                        |
| 7  | 30 tháng 9, 2021 (bản thường) 30 tháng 9, 2021 (bản đặc biệt) | 978-4-7580-3653-5 ISBN 978-4-7580-3654-2 |
| 8  | 30 tháng 9, 2022                                              | 978-4-7580-3792-1                        |
| 9  | 30 tháng 6, 2023                                              | 978-4-7580-3903-1                        |
| 10 | 29 tháng 3, 2024                                              | 978-4-7580-8484-0                        |
| 11 | 26 tháng 12, 2024                                             | 978-4-7580-8632-5                        |
| 12 | 29 tháng 8, 2025                                              | 978-4-7580-8783-4                        |

##### Otome game no hametsu Flag shika nai akuyaku reijou ni tensei shite shimatta... Zettai zetsumei! Hametsu sunzen hen
| # | Ngày phát hành bản Nhật | ISBN bản Nhật     |
| - | ----------------------- | ----------------- |
| 1 | 25 tháng 5, 2020        | 978-4-7580-3515-6 |
| 2 | 25 tháng 1, 2021        | 978-4-7580-3577-4 |
| 3 | 30 tháng 7, 2021        | 978-4-7580-3632-0 |

### Anime
Một bản chuyển thể anime của light novel được thông báo bởi nhà xuất bản Ichijinsha vào tháng 10 năm 2018. Anime do xưởng phim Silver Link sản xuất và Inoue Keisuke đạo diễn, Shimizu Megumi biên soạn phần kịch bản và Oshima Miwa thiết kế nhân vật. Tabuchi Natsumi, Nakamura Hanae, Saiki Tatsuhiko, Sakurai Miki cùng Kanematsu Shu phụ trách soạn phần nhạc. Bắt đầu phát sóng 24 tập kể từ ngày 5 tháng 4 đến ngày 21 tháng 6 năm 2020 trên kênh Tokyo MX và các kênh khác. Ban nhạc angela biểu diễn bài hát mở đầu phim là "Otome no Route wa Hitotsu Janai!" (乙女のルートはひとつじゃない) và Aoi Shouta trình bày bài hát kết thúc phim là "Bad End". Crunchyroll phát sóng trực tuyến anime với phụ đề tiếng Anh và bản lồng tiếng Anh. Muse Communication cấp phép bản quyền anime tại khu vực Đông Nam Á và cho phát sóng qua kênh Animax Asia.
Mùa anime thứ hai với tên Otome game no hametsu Flag shika nai akuyaku reijō ni tensei shite shimatta...X (gọi tắt Hamefura X), được công chiếu từ ngày 3 tháng 7 đến 18 tháng 9 năm 2021 vào khung giờ "Super Animeism" của MBS và trên nhiều kênh khác. Ban nhạc angela tiếp tục trình bày bài hát mở đầu phim mới tên là "Andante ni Koi o Shite!" (アンダンテに恋をして！), còn Aoi Shouta thực hiện bài hát kết thúc "give me ♡ me."  Một tập OVA được đính kèm với tập thứ bảy của light novel được phát hành vào ngày 30 tháng 9 năm 2021.
Sau khi anime kết thúc phát sóng, bộ light novel được thông báo sẽ có một bản phim điện ảnh. Bộ phim được công chiếu tại Nhật Bản vào ngày 8 tháng 12 năm 2023.

#### Danh sách tập phim

##### Otome game no hametsu Flag shika nai akuyaku reijou ni tensei shite shimatta...
| Số tập tổng thể | Số tập theo mùa | Tựa đề | Đạo diễn             | Biên kịch      | Ngày phát sóng   |
| --------------- | --------------- | --- | -------------------- | -------------- | ---------------- |
| 1               | 1               | "Tôi đã nhớ lại ký ức kiếp trước..." "Zense no Kioku o Omoidashite Shimatta.." (「前世の記憶を思い出してしまった...」)                   | Inoue Keisuke        | Shimizu Megumi | 5 tháng 4, 2020  |
| 2               | 2               | "Hoàng tử thách đấu với tôi..." "Ōji ni Shōbu o Idomarete Shimatta..." (「王子に勝負を挑まれてしまった...」)                             | Koshiba Jujya        | Shimizu Megumi | 12 tháng 4, 2020 |
| 3               | 3               | "Tôi gặp một cặp anh em tuyệt sắc..." "Uruwashi no Bikei Kyōdai to Deatte Shimatta.." (「麗しの美形兄妹と出会ってしまった...」)          | Ōuchi Yamato         | Sasano Megumu  | 19 tháng 4, 2020 |
| 4               | 4               | "Tôi nhập học Học viện ma pháp" "Mahō Gakuen ni Nyūgaku Shite Shimatta..." (「魔法学園に入学してしまった...」)                           | Inoue Keisuke        | Shimizu Megumi | 26 tháng 4, 2020 |
| 5               | 5               | "Tôi tới thăm nhà nữ chính..." "Shujinkō no Jikka ni Ojama Shite Shimatta..." (「主人公の実家にお邪魔してしまった...)」)                 | Kadota Hidehiko      | Shimizu Megumi | 3 tháng 5, 2020  |
| 6               | 6               | "Nghỉ hè nên tôi phải vui hết mình..." "Natsuyasumi da Kara Tanoshiku Asonde Shimatta..." (「夏休みだから楽しく遊んでしまった...」)      | Koshiba Junya        | Shimizu Megumi | 10 tháng 5, 2020 |
| 7               | 7               | "Tôi lỡ vào hầm ngục nguy hiểm..." "Kiken na Danjon ni Haitte Shimatta..." (「危険なダンジョンに入ってしまった...」)                     | Yamato Ōuchi         | Shimizu Megumi | 17 tháng 5, 2020 |
| 8               | 8               | "Tôi bị nhấn chìm bởi dục vọng..." "Yokubō ni Mamirete Shimatta..." (「欲望にまみれてしまった...」)                                      | Itabisashi Michiru   | Sasano Megumu  | 24 tháng 5, 2021 |
| 9               | 9               | "Tôi phấn khích quá trời trong buổi tiệc ngủ..." "Pajama Pāti de Moriagatte Shimatta..." (「パジャマパーティで盛り上がってしまった...」) | Hidehiko Kadota      | Sasano Megumu  | 31 tháng 5, 2020 |
| 10              | 10              | "Thời khắc hủy diệt đã tới... Phần đầu" "Hametsu no Toki ga Otozurete Shimatta... Zenpen" (「破滅の時が訪れてしまった...前編」)          | Hyottokosai Ichimuan | Sasdano Megumu | 7 tháng 6, 2020  |
| 11              | 11              | "Thời khắc hủy diệt đã tới... Phần sau" "Hametsu no Toki ga Otozurete Shimatta... Kōhen" (「破滅の時が訪れてしまった...後編」)           | Inoue Keisuke        | Shimizu Megumi | 14 tháng 6, 2020 |
| 12              | 12              | "Sự kiện cuối cùng đã tới..." "Saishū Ibento ga Kite Shimatta..." (「最終イベントが来てしまった...」)                                    | Aizawa Kagetsu       | Shimizu Megumi | 21 tháng 6, 2020 |

##### Otome game no hametsu Flag shika nai akuyaku reijou ni tensei shite shimatta...X
| Số tập tổng thể | Số tập theo mùa | Tựa đề | Đạo diễn           | Biên kịch      | Ngày phát sóng    |
| --------------- | --------------- | --- | ------------------ | -------------- | ----------------- |
| 13              | 1               | "Vì đã né được Flag hủy diệt nên tôi háo hức tham gia lễ hội văn hóa..." "Furagu o Kaihi Shita no de Bunkasai de Ukarete Shimatta..." (「破滅フラグを回避したので文化祭で浮かれてしまった...」) | Inoue Keisuke      | Shimizu Megumi | 3 tháng 7, 2021   |
| 14              | 2               | "Tôi trở thành nhân vật phản diện rồi..." "Akuyaku ni Natte Shimatta..." (「悪役になってしまった...」)                                                                                          | Koshiba Junya      | Sasano Megumu  | 10 tháng 7, 2021  |
| 15              | 3               | "Tôi bị giam cầm mất rồi..." "Toraware no Mi ni Natte Shimatta..." (「囚われの身になってしまった...」)                                                                                          | Kumaro Chihiro     | Shimizu Megumi | 17 tháng 7, 2021  |
| 16              | 4               | "Tôi lỡ uống trà với chàng quản gia quyến rũ..." "Iroppoi Shitsuji to Nakayoku Ocha o Shite Shimatta..." (「色っぽい執事と仲良くお茶をしてしまった...」)                                        | Inoue Keisuke      | Inoue Keisuke  | 24 tháng 7, 2021  |
| 17              | 5               | "Tràn ngập tình yêu dành cho các em trai..." "Otōto-tachi e no Ai ga Afurete Shimatta..." (「弟たちへの愛が溢れてしまった...」)                                                                 | Itabisashi Michiru | Shimizu Megumi | 31 tháng 7, 20201 |
| 18              | 6               | "Mình lỡ đi thám hiểm ngày hè..." "Hito Natsu no Bōken o Shite Shimatta..." (「ひと夏の冒険をしてしまった...」)                                                                                 | Onoue Kōki         | Shimizu Megumi | 7 tháng 8, 2021   |
| 19              | 7               | "Điều ước lỡ trở thành sự thật..." "Negai ga Kanatte Shimatta..." (「願いが叶ってしまった...」)                                                                                                 | Sone Toshiyuki     | Megumu Sasano  | 14 tháng 8, 2021  |
| 20              | 8               | "Tôi lỡ đi xem mặt..." "Omiai shite shimatta..."" (「お見合いしてしまった...」) | Tozawa Shuntarō    | Sasano Megumu  | 21 tháng 8, 2021  |
| 21              | 9               | "Keith tự nhiên không thấy đâu nữa... – Phần đầu" "Kīsu ga inaku natte shimatta... (Zenpen)" (「キースがいなくなってしまった...（前編）」)                                                      | Onoda Yusukē       | Shimizu Megumi | 28 tháng 8, 2021  |
| 22              | 10              | "Keith tự nhiên không thấy đâu nữa... – Phần giữa" "Kīsu ga inaku natte shimatta... (Chūhen)" (「キースがいなくなってしまった...（中編）」)                                                     | Kumaro Chihiro     | Sasano Megumu  | 4 tháng 9, 2021   |
| 23              | 11              | "Keith tự nhiên không thấy đâu nữa... – Phần cuối" "Kīsu ga inaku natte shimatta... (Kōhen)" (キースがいなくなってしまった...（後編）)                                                          | Inoue Keisuke      | Shimizu Megumi | 11 tháng 9, 2021  |
| 24              | 12              | "Cuối cùng đã tốt nghiệp rồi..." "Sotsugyōshiki ga yatte kite shimatta..." (卒業式がやって来てしまった...))                                                                                     | Koshiba Junya      | Shimizu Megumi | 18 tháng 9, 2021  |

### Trò chơi điện tử
Các DVD kèm theo chứa các phiên bản demo của Fortune Lover, một trò chơi otome trong vũ trụ, đã được đưa vào phiên bản giới hạn của bản phát hành Blu-ray mùa đầu tiên của anime. Một trò chơi di động chơi miễn phí có tên Katarina's Farm (カタリナ農園, Katarina Nōen) được phát hành vào ngày 31 tháng 7 năm 2020, với phiên bản dùng thử trực tuyến được cung cấp từ ngày 19 tháng 6 đến ngày 31 tháng 8 năm 2020. Một trò chơi dành cho Nintendo Switch có tựa đề My Next Life as a Villainess: All Routes Lead to Doom! Pirates of the Disturbance được phát hành vào ngày 23 tháng 12 năm 2021. Trò chơi có một câu chuyện gốc diễn ra sau sự kiện tốt nghiệp cuối cùng của Fortune Lover, cho thấy Catarina đã trốn tránh tất cả các flag hủy diệt chỉ để đối mặt với một flag hủy diệt mới liên quan đến một cuộc gặp gỡ mới và chạm trán với một tên cướp biển. Trò chơi được phát hành bằng tiếng Anh bởi Idea Factory International vào ngày 28 tháng 11 năm 2023.

### Hàng hóa
Vào ngày 27 tháng 9 năm 2020, Premium Bandai bắt đầu bán những chiếc đệm sách có "tác phẩm nghệ thuật của Catarina và bốn người cầu hôn (chính) của cô ấy" trong bộ truyện, mỗi chiếc đệm gấp lại như một cuốn sách, "có tên nhân vật ở bên ngoài."

## Tiếp nhận
Light novel và Manga có hơn 600.000 bản in. Bản chuyển thể từ manga được xếp hạng thứ 4 trong Giải thưởng Manga Tiếp theo 2019 ở hạng mục in.

### LGBTQ
Một số nhà phê bình đã mô tả loạt phim này tập trung vào Catarina Claes, người đã tích lũy được một dàn Harem lưỡng tính (không phân biệt giới tính nào vì dàn harem của Catarina gồm cả nam lẫn nữ), đa tình đang theo đuổi cô khi cô cố gắng tránh trở thành một nhân vật phản diện và cố gắng trở thành người tốt. Các nhà phê bình đã chỉ ra ba nhân vật nữ kỳ lạ: Mary Hunt, Sophia Ascart và Maria Campbell, tất cả đều yêu Catarina, như nhà phê bình James Beckett của Anime News Network đã chỉ ra.
Vào tháng 5 năm 2020, bảy trong số 10 vị trí của "cuộc bình chọn cặp đôi được yêu thích hàng tuần" của Anime Trending có sự góp mặt của Catarina đóng cặp với hầu hết các nhân vật. Sau khi mùa đầu tiên kết thúc, với một "cái kết tình bạn", một nhà phê bình gọi đây là "cái kết rất dứt khoát cho Catarina và Hậu cung lưỡng tính đa tình của cô ấy," và bộ truyện sau đó đã được Rebecca Silverman và Theron khen ngợi Martin của Anime News Network vì đã hoàn thành xuất sắc và mang đến "một ảo tưởng về sức mạnh lưỡng tính bổ ích" mà Catarina không hề hay biết do bản chất tốt bụng nhưng siêu vô tri về tình cảm của họ dành cho cô.
Trong một phần dành cho Anime Feminist, Alex Henderson coi "thế giới giả tưởng [đang] chấp nhận tình yêu kỳ lạ và danh tính kỳ lạ của sê-ri", lưu ý đến việc chấp nhận tình cảm của nhân vật nữ đối với Katarina và sự hiện diện của tiểu thuyết lãng mạn kỳ lạ "dường như là xu hướng chủ đạo" trong thế giới của câu chuyện.